# Crella hospitalis
Crella hospitalis är en svampdjursart som först beskrevs av Schmidt 1870.  Crella hospitalis ingår i släktet Crella och familjen Crellidae. Inga underarter finns listade i Catalogue of Life.